# سان فيريول
بلدية سان فيريول (بالإسبانية: San Ferreol) هي بلدية تقع في مقاطعة جرندة التابعة لمنطقة كتالونيا شمال شرق إسبانيا.

## الديموغرافيا
بلغ عدد سكان بلدية سان فيريول 228 نسمة عام 2011 (وفقاً للمعهد الوطني الإسباني للإحصاء).
| 188 | 209 | 204 | 206 | 205 | 216 | 228 |